# Soyuz T-10-1
La misión Soyuz T-10-1 (con frecuencia llamada Soyuz T-10A en occidente) tenía planeado visitar la estación espacial Salyut 7, que estaba ocupada por la tripulación de la Soyuz T-9. Sin embargo, la cuenta atrás del lanzamiento nunca se completó; el vehículo de lanzamiento se destruyó por el fuego en la plataforma. Afortunadamente, el sistema de escape de la nave Soyuz se disparó dos segundos antes de que el vehículo explotara, salvando a la tripulación. Es el único caso en el que un sistema de escape para el lanzamiento se dispara en la plataforma con la tripulación a bordo.

## Tripulación
- Vladimir Titov - Comandante
- Gennady Strekalov - Ingeniero de Vuelo

## Parámetros de la misión
- Masa: 6850 kg
- Perigeo: N/A
- Apogeo: N/A
- Inclinación: N/A
- Periodo: N/A

## Resumen de la misión

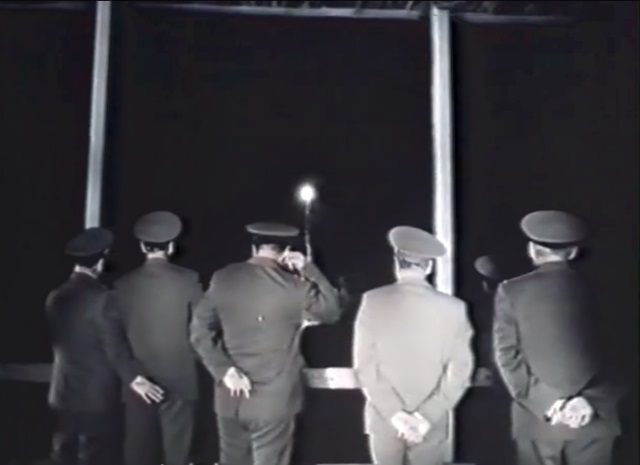
La nave Soyuz T-10 escapa por poco del desastre.

Poco antes del despegue planeado, el combustible se había derramado alrededor de la base de la lanzadera Soyuz y se incendió a T-90 segundos. El equipo de control de lanzamiento activó el sistema de escape pero los cables de control ya se habían quemado, y ni los cosmonautas ni el control pudieron activar el sistema por ellos mismos.
Veinte segundos después, el control de lanzamiento pudo finalmente conseguir activar el sistema de escape por radio. Para entonces el cohete estaba envuelto en llamas. Los pernos explosivos se dispararon para separar el módulo de descenso del módulo de servicio y del recubrimiento superior de la lanzadera de la parte inferior. Seguidamente, el motor del sistema de escape se disparó, arrastrando al módulo orbital y al módulo de descenso (revestido con el recubrimiento superior) fuera del cohete con una aceleración de 14 a 17g (137 a 167 m/s²) durante cinco segundos. Dos segundos después de que el sistema de escape se activara, el cohete acelerador explotó, destruyendo el complejo de lanzamiento (que era, a propósito, el que había sido usado con el Sputnik 1 y la Vostok 1).
Cuatro estabilizadores del exterior del recubrimiento con forma de pala se abrieron y el módulo de descenso se separó del módulo orbital a una altitud de 650 m, dejando caer la cubierta. El módulo de descenso se desprendió de su escudo térmico, descubriendo los cohetes sólidos de aterrizaje, y desplegando un paracaídas de emergencia de apertura rápida. El aterrizaje tuvo lugar a unos cuatro kilómetros de la plataforma de despegue. Los dos tripulantes quedaron contusionados después de la alta aceleración, pero habían sobrevivido.
La consecuencia inmediata del fallo fue la imposibilidad de reemplazar la envejecida cápsula de regreso Soyuz T-9 acoplada a la estación espacial Salyut 7. Esto llevó a la prensa sensacionalista de occidente a decir que los cosmonautas que quedaban a bordo de la Salyut 7 (los cuales habían llegado a la tierra varios meses antes con la Soyuz T-9) habían quedado "varados" en el espacio, sin la posibilidad de regreso. En realidad, retornaron a la Tierra el 23 de noviembre sin otra novedad y la tripulación de la siguiente Soyuz T-10 reocupó la estación menos de cinco meses después, el 13 de abril de 1984. Por ello, este fallo no tuvo otra consecuencia significativa que una breve pausa en las operaciones de la Salyut 7.
Años después, en una entrevista en The History Channel con respecto al vuelo, Titov aseguró que la primera acción de la tripulación después de que el cohete de escape se disparara, fue desactivar el registro de voz de la cabina, porque tal y como lo manifestó, "Estábamos soltando maldiciones."